# NGC 4349
NGC 4349 (również OCL 882 lub ESO 131-SC3) – gromada otwarta znajdująca się w gwiazdozbiorze Krzyża Południa. Odkrył ją James Dunlop 30 kwietnia 1826 roku. Jest położona w odległości ok. 7,1 tys. lat świetlnych od Słońca.